# Lee (Florida)
Lee város az USA Florida államában, Madison megyében. Lakosainak száma 375 fő (2020. április 1.).

## Népesség
A település népességének változása:
| Lakosok száma | 352  | 386  | 375  |
|               | 2010 | 2014 | 2020 |